# Minoru Kobata
Minoru Kobata (Prefettura di Saitama, 24 novembre 1946) è un ex calciatore giapponese, di ruolo centrocampista.

## Statistiche

### Presenze e reti nei club
| Stagione | Squadra             | Campionato | Campionato | Campionato |
| Stagione | Squadra             | Comp       | Pres       | Reti       |
| -------- | ------------------- | ---------- | ---------- | ---------- |
| 1969     | Hitachi Head Office | JSL        | 13         | 0          |
| 1970     | Hitachi Head Office | JSL        | 14         | 2          |
| 1971     | Hitachi             | JSL        | 12         | 1          |
| 1972     | Hitachi             | JSL1       | 12         | 6          |
| 1973     | Hitachi             | JSL1       | 14         | 4          |
| 1974     | Hitachi             | JSL1       | 17         | 4          |
| 1975     | Hitachi             | JSL1       | 17         | 5          |
|          | Totale              |            | 99         | 22         |